# Живота Ђурић
Живота Ђурић (Давидовац, 11. април 1963 — Глоговац, 25. март 1999) је био пилот и командант 241. ловачко-бомбардерске ескадриле РВ ВЈ који је погинуо током НАТО агресије на СРЈ на борбеном задатку. Постхумно је унапређен у чин потпуковника.

## Биографија
Школовао се у селу Давидовац и Параћину.
На стотинак метара од његовог дома је мали спортски аеродром са кога су често полетали старији момци, чланови клуба "Наша крила", и вероватно је то утицало на њега да се после завршене основне школе упути у Мостар у Војну ваздухопловну школу, а онда школовање настави на Академији у Земунику крај Задра и две године у Подгорици.
Службу војног пилота је почео 1986. године на аеродрому Петровец крај Скопља. Ту се и оженио Биљаном која је из околине Параћина. Шест година су били у Скопљу, онда је ескадрила премештена у Краљево.
Рат га је затекао на месту команданта "Тигрова", ескадриле ратних авиона "орлова" у 98. ловачко-бомбардерском авијацијском пуку. јединици која је била базирана на аеродрому у Лађевцима код Краљева. Ту постаје командант 241. ловачко-бомбардерске ескадриле. Тог марта 1999. године свима је било јасно да ће НАТО напасти Србију.
Авијацијски пук у Лађевцима имао је ратне планове, извиђачки „орлови” снимили су положаје ОВК на Космету, и могуће циљеве. Ваздухопловци су приступили дислокацији људства и технике, авиони су склањани са аеродрома и маскирани у њиховој околини.
Прве ратне ноћи писта у Лађевцима није погођена, бомбе су пале између ње и стајанке. Ујутру смо кренули у напад на команде, кампове и касарне ОВК. У нашим копненим јединицама били су ваздухопловни официри за навођење, такође пилоти, док се у команди у Приштини налазио ваздухопловни официр за везу. Одлучено је да се радио-веза, због прикривености лета, користи само у крајњој нужди или ако официр на земљи процени да напад угрожава наше јединице – причао је касније пуковник Срето Малиновић, у време рата 1999. године командант 98. пука.
Летело се у бришућем лету, брзином од 800 километара на сат, авиони су пратили конфигурацију терена. Групу од два или четири „орла” обично је предводила верзија ове летелице са два седишта - на другом седишту седео је навигатор чији је задатак био да авионе прецизно доведе до циљева. Летови, који су представљали велико физичко напрезање за пилоте, трајали су око пола сата, па чак и 50 минута када су били у питању најудаљенији положаји ОВК према Албанији.
И Живота Ђурић полетео је на задатак 25. марта 1999. године. Док је прелетао подручје Глоговца приметио је базу ОВК, командно место и складиште, које је уништио са две бомбе. Наставио је лет према унапред одређеном циљу и у једном тренутку, када је због конфигурације терена морао да окрене авион на бок, погођен је ватром са земље. Пилот Слободан Димовски, Животин друг из генерације, "класић", који га је тада пратио на задатку, испричао је: - Летели смо изнад испресецаног терена, у условима отежане навигације на само педесетак метара релативне висине. Сунце је било на заласку. Планине на граници с Албанијом већ су правиле сенке. Ђурић је већ извршио дејство, био је у маневру нагоре када је погођен. Видео сам да је пао на положај терориста, који су имали подршку НАТО авијације из ваздуха - рекао је Димовски.
По оцени и претпоставци пилота из Ђурићеве ескадриле, када није могао да извуче авион, командант Ђурић није желео жив терористима у руке, већ се авионом обрушио на непријатеља. Два дана се водио као нестао - испричала је његова супруга Биљана новинарима касније. У тренутку Животине погибије њихов син Александар имао је десет година, а ћерка Ана девет.
Посмртно је одликован и унапређен. Живота Ђурић сахрањен је у Параћину. "Јуначко дело мајора Животе Ђурића је овековечено. Сећаћемо га се и помињати га као и највеће пилоте-јунаке који су до сада бранили наш народ и Отаџбину. Ушао је храбри витез у историју. Поносимо се нашим храбрим пилотом Животом Ђурићем. Нека му је вечна слава и хвала!" - речено је тада.
Иза себе је оставио супругу, сина и ћерку.